# Större maskstenknäck
Större maskstenknäck (Eophona personata) är en östasiatisk fågel i familjen finkar inom ordningen tättingar, en av de största arterna i familjen. Den förekommer dels i nordöstra Kina, vintertid sällsynt även in i Nordkorea, dels i Japan. IUCN kategoriserar den som livskraftig.

## Kännetecken

### Utseende
Större maskstenknäck är en av de största finkarna, där hanen kan bli 18-23 centimeter lång. Karakteristiskt är den rätt spetsiga, lysande gula näbben. Främre delen av huvudet är svart, med kontrasterande gråvita halssidor. Undersidan är mer mattgrå, ryggen gråbrun och flankerna ingefärsbruna i anstrykning. Stjärten är svart, liksom vingarna förutom en liten fläck på inre täckarna och ett vitt band på mitten av handpennorna. Ungfåglarna är i allmänhet gråare och saknar det svarta på huvudet.
Fåglar i Kina (magnirostris, se nedan) är något större än japanska fåglar. De är också något blekare i fjädertdräkten och har mindre vitt på handpennorna..

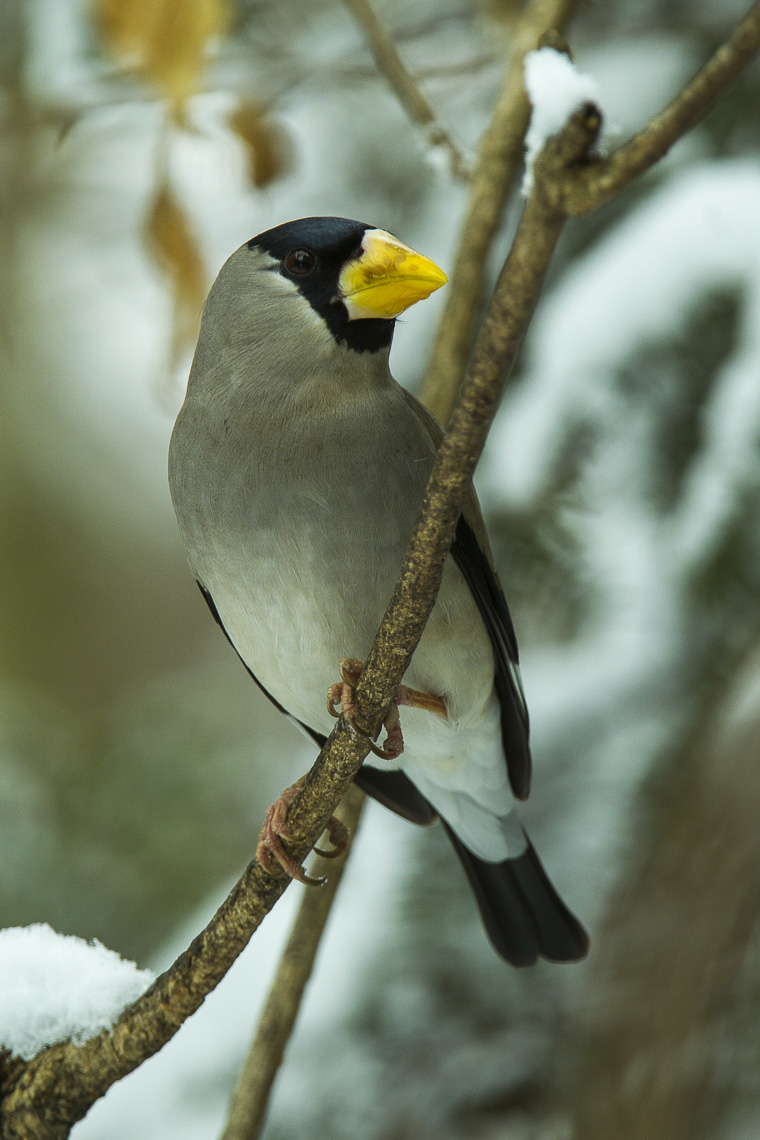
Större maskstenknäck fotograferad i Japan.

### Läten
Större maskstenknäck låter höra ett kort men hårt "tak tak" i flykten. Sången består av en serie med fyra flöjtigt visslande toner.

## Utbredning och systematik
Större maskstenknäck delas in i två underarter, nominatformen häckande i Japan från Hokkaido till Kyushu och magnirostris i östra Manchuriet i nordöstra Kina (Shandong). Den kinesiska underarten flyttar vintertid till Hebei och Beijing, ibland sällsynt söderut mot Nordkorea, medan nominatformen är stannfågel men rör sig vida kring i jakt på föda. Arten har observerats i Sverige, men det har bedömts osannolikt att den nått landet på naturlig väg.

### Släktskap
Större maskstenknäck delar släktet Eophona med mindre maskstenknäck (Eophona migratoria). DNA-studier visar att de tillsammans bildar en grupp med den europeiska stenknäcken (Coccothraustes coccothraustes).

## Levnadssätt
Den större maskstenknäcken förekommer i löv- eller blandskog, oftare i dalar än högre upp på sluttningar. Den ses även i ek- och björklundar, trädgårdar och tätbevuxna parker. Fågeln uppträder vanligtvis i par eller små flockar och håller sig ofta rätt anspråkslöst undandskymt i trädkronorna. Vintertid lever den huvudsakligen av cederfrukter, men även björkfrön och bär. Sommartid är de mestadels insektsätare och intar bland annat fjärilslarver och skalbaggar.

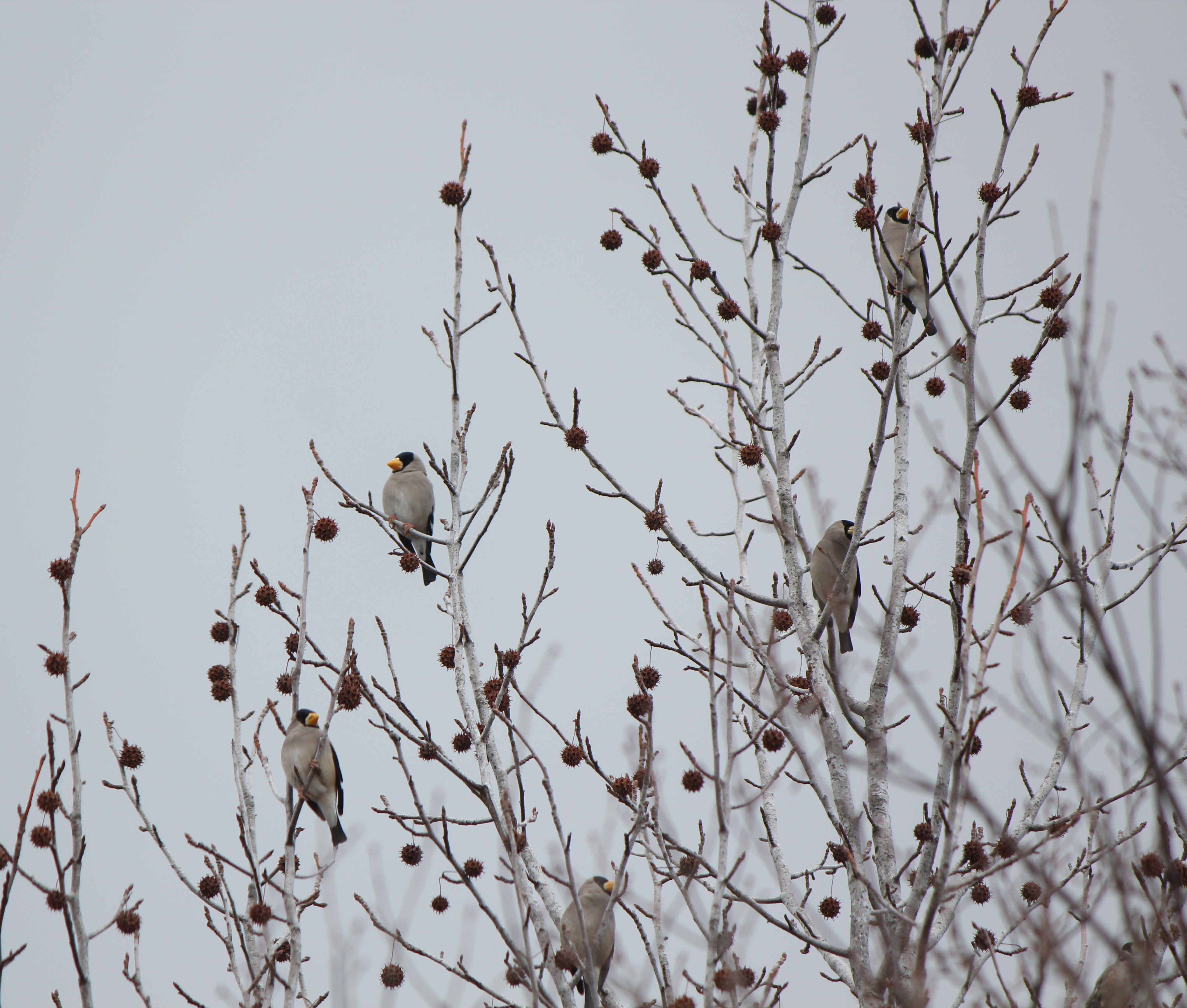
En flock större maskstenknäck i Japan.

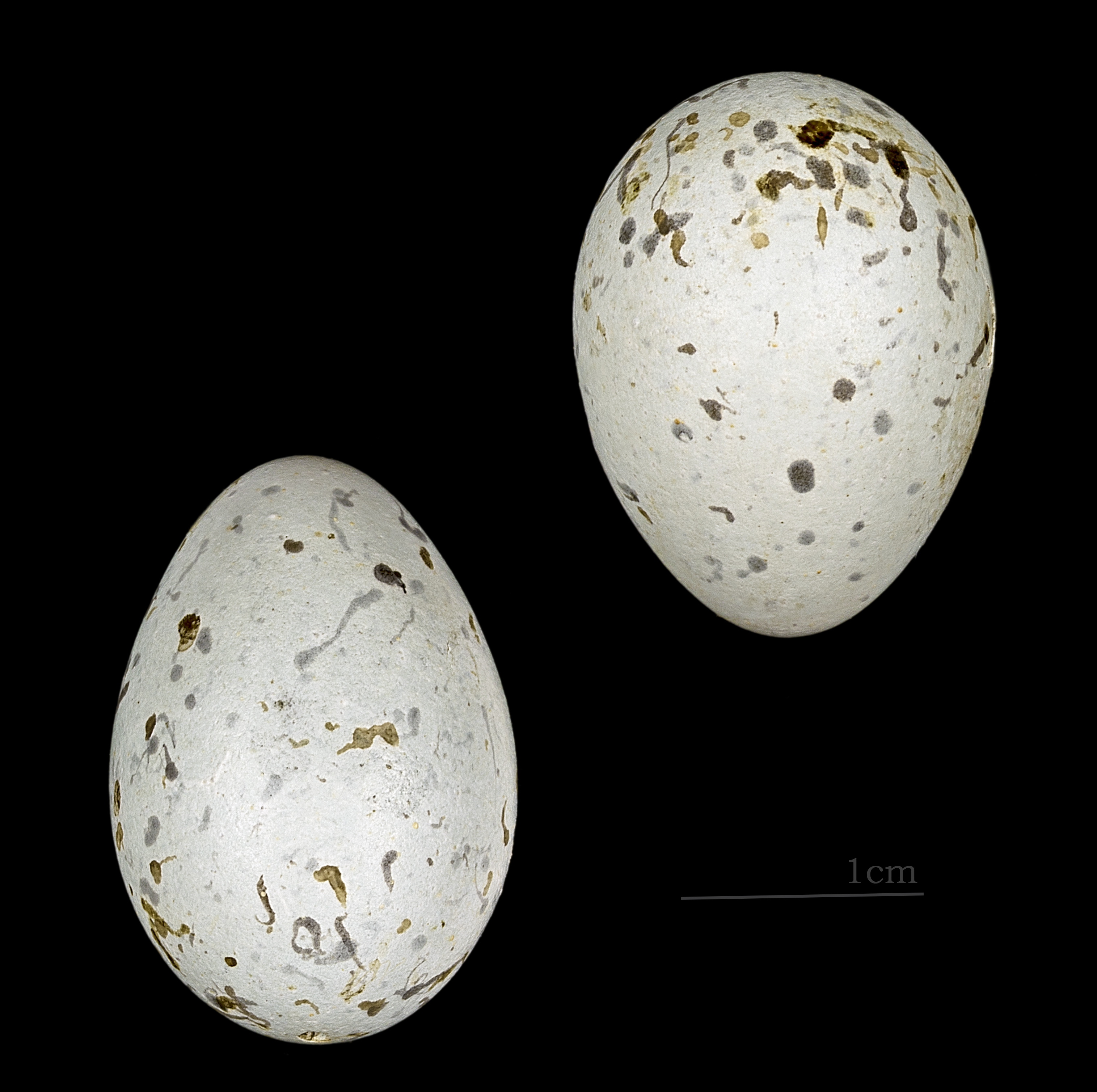
Ägg från större maskstenknäck.

## Status och hot
Arten har ett stort utbredningsområde och en stor population med stabil utveckling och tros inte vara utsatt för något substantiellt hot. Utifrån dessa kriterier kategoriserar internationella naturvårdsunionen IUCN arten som livskraftig (LC). Världspopulationen har inte uppskattats men den beskrivs som vanlig eller lokalt vanlig, i vissa områden till och med mycket vanlig.